# Masahudu Alhassan
Masahudu Alhassan (Tarkwa, 1 de dezembro de 1992) é um futebolista profissional ganês que atua como defensor.

## Carreira
Masahudu Alhassan fez parte do elenco da Seleção Ganesa de Futebol na Campeonato Africano das Nações de 2012.